# Enar Bergman
Enar Bergman, född den 7 september 1933 i Karlshamn, var en svensk friidrottare (längdhopp). Han vann SM-guld i längdhopp 1957. Han tävlade inom landet för IFK Lund.